# Georg-Michael Moser
Georg-Michael Moser (Sciaffusa, 1705 – Londra, 1783) è stato un incisore svizzero.

## Biografia
Nato in Svizzera, fu attivo per molti anni a Londra, dove, con la figlia Mary, fu tra i fondatori della Royal Academy of Arts, della quale fu anche amministratore (Keeper of the Royal Academy). È ritenuto dagli esperti il massimo esponente nell'arte dello sbalzo in miniatura.